# Triplophysa microphthalma
Triplophysa microphthalma är en fiskart som först beskrevs av Kessler, 1879.  Triplophysa microphthalma ingår i släktet Triplophysa och familjen grönlingsfiskar. Inga underarter finns listade i Catalogue of Life.